# Planorbella duryi
Planorbella duryi (Florida-schijfhoren) is een in zoetwater levende slakkensoort uit de familie van de Planorbidae. De wetenschappelijke naam van de soort werd in 1879 voor het eerst geldig gepubliceerd door Albert Gallatin Wetherby. De soort, die oorspronkelijk alleen in Florida voorkomt, is een geliefd aquariumdier. Dieren die uit aquaria zijn ontsnapt, zijn bijna wereldwijd geïntroduceerd en gevestigd als neozone exoot, ook in veel Europese landen.

## Beschrijving
De soort is "mogelijk meer variabel dan enige andere planorbidae-soort in Amerika", afhankelijk van het leefgebied komt hij voor in verschillende vormen (morphs), waarvan sommige formeel zijn beschreven als ondersoorten. Wel kon worden aangetoond dat ze naast elkaar kunnen voorkomen in dezelfde leefgebied die door naadloze overgangen met elkaar zijn verbonden.
Het slakkenhuisje van de soort is meestal afgeplat en opgerold in één vlak als een schijf. Het is glad, glanzend en ongestreept. De linkerkant van de schaal (de onderkant) is bijna vlak, zonder depressieve navelachtige top, de bovenkant is diep navelstreng. De mond is niet verwijd en asymmetrisch, waardoor de rand van de mond wat driehoekig en krom is. De diameter van de schelp in Europa is 10 tot 20 millimeter met 4,5 bolle windingen. De kleur is licht geelbruin tot oranje-achtig, nabij de mondrand vaak meer oranjebruin. Het heeft geen afsluitplaatje (operculum) in de mond.
Naast deze typische, schijfvormige vorm zijn er ook individuen waarvan het schild een duidelijk verhoogde, stompe top vertoont; ze doen denken aan de schelpvorm van het (ook linkshandige) geslacht blaasslakken (Physa) en worden daarom physoid genoemd. Individuen zijn meestal iets groter, breder navelstreng, de mond meer asymmetrisch. De Amerikaanse malacoloog Henry Augustus Pilsbry onderscheidde op basis van de schelpvorm zes ondersoorten, die het overgangsgebied bedekken tussen de plaatvorm (duryi eudiscus) en de physoidvorm (duryi seminolis).

### Vergelijkbare soorten
De soort wordt vaak verward met grote posthorenslak (Planorbarius corneus), Planorbella trivolvis (syn. Helisoma trivolvis) of met Biomphalaria glabra.

## Verspreiding en leefgebied
De soort komt oorspronkelijk alleen voor in Florida, waar hij voorkomt in het noorden, maar vooral veel in het zuiden.
Vanwege zijn populariteit bij aquaria wordt de Florida-schijfhoren wereldwijd verhandeld en is hij vaak ontsnapt of is hij in de steek gelaten. In Midden-Europa komt de warmteminnende soort, die afkomstig is van subtropische breedtegraden, afhankelijk van plaatsen met kunstmatig verwarmd water, vaak voor in kassen. In Zuid-Europa komt het ook voor in vijvers en meren zoals het meer van Albano in Lazio (Italië). Het komt echter zelfs voor in Oest-Ilimsk in Oost-Siberië, in de koelwaterafvoer van een papierfabriek. In Oostenrijk werd het gevonden in het thermale water van Warmbad-Judendorf. De Gillbach in het Duitse Rijnland, die wordt gevoed door het koelwater van de Niederaussem-energiecentrale en waarin de soort is geregistreerd, is verder ook bekend door talrijke vondsten van exotische thermofiele soorten. In Baden-Württemberg is een voorval bij de Kaiserstuhl bekend.
De geïntroduceerde voorkomens zijn morfologisch minder gevarieerd dan de gebeurtenissen in het thuisland.
In Florida is de soort plaatselijk algemeen. Sloten, moerassen, vijvers en meren worden als leefgebied gegeven, waar het graast op macrofytische waterplanten.
Anisus:
leucostoma · 
septemgyratus · 
spirorbis · 
vortex · 
vorticulus

Gyraulus:
acronicus · 
albus · 
chinensis · 
crista · 
laevis · 
parvus · 
riparius · 
rossmaessleri

Planorbarius:
corneus · 
†peetersi · 
Planorbella:
anceps · 
duryi · 
trivolvis · 
Planorbis:
carinatus · 
planorbis

Overig:
Bathyomphalus contortus · Helisoma nigricans · Hippeutis complanatus · Menetus dilatata · Segmentina nitida